# Quinetazone
Il quinetazone è un diuretico derivato dalla chinazolina, con proprietà e usi analoghi a quelli del metolazone e degli altri diuretici tiazidici. Il quinetazone è indicato come diuretico, antiipertensivo e antiedematoso. L'effetto diuretico inizia 2 ore dopo la somministrazione, raggiunge il massimo dopo 6 ore e perdura per 18-24 ore. Il quinetazone è attivo per via orale.
Nel trattamento dell'edema la dose normalmente impiegata è di 50–100 mg al giorno per via orale, ma può raggiungere anche i 200 mg/die, se necessario. Nel trattamento dell'ipertensione si impiegano 50–100 mg al giorno, in monoterapia o in associazione con altri farmaci. Si consiglia di iniziare il trattamento con 25 mg/die.
Nei trattamenti a lungo termine e nei soggetti sensibili la perdita di potassio può portare a ipokaliemia che richiede la somministrazione di sali di potassio o di diuretici risparmiatori di potassio.